# Telmatoscopus mergellatus
Telmatoscopus mergellatus är en tvåvingeart som beskrevs av Quate 1967. Telmatoscopus mergellatus ingår i släktet Telmatoscopus och familjen fjärilsmyggor. Inga underarter finns listade i Catalogue of Life.